# Северный Орёл (линейный корабль, 1735)
«Северный Орёл» — парусный линейный корабль Балтийского флота Российской империи, один из кораблей типа «Слава России», участник русско-шведской войны 1741—1743 годов и Семилетней войны.

## Описание судна
Представитель серии парусных двухдечных линейных кораблей типа «Слава России». Эта серия кораблей была самой многочисленной и одной из самых удачных серий линейных кораблей Российского императорского флота. Корабли серии строились с 1733 по 1774 год на верфях Санкт-Петербурга и Архангельска и принимали участие во всех плаваниях и боевых действиях российского флота в период с 1734 по 1790 год. Всего в рамках серии было построено 58 линейных кораблей. Все корабли этой серии обладали высокими мореходными качествами, хорошей маневренностью и остойчивостью.
Водоизмещение корабля составляло 1200 тонн, длина по сведениям из различных источников от 46,5 до 47,4 метра, ширина от 12,3 до 12,65 метра, а осадка от 5,4 до 5,48 метра. Вооружение судна составляли 66 орудий, включавшие двадцатичетырёх-, двенадцати- и шестифунтовые пушки, а экипаж состоял из 600 человек. Скорость судна при свежем ветре могла достигать восьми узлов.

## История службы
Линейный корабль «Северный Орёл» был заложен в Санкт-Петербургском адмиралтействе 4 (15) октября 1733 года и после спуска на воду 1 (12) июня 1735 года вошёл в состав Балтийского флота России. Строительство вёл корабельный мастер в ранге капитан-командора Осип Най.
В кампанию 1735 года корабль использовался для перевозки продовольствия из Риги в Кронштадт. С июля по сентябрь следующего 1736 года на «Северном Орле», находившемся в это время в составе эскадры кораблей Балтийского флота на Кронштадтском рейде, проводились мероприятия по обучению экипажа. В 1738 году подвергся ремонту в Кронштадте.
Принимал участие в русско-шведской войне 1741—1743 годов. В кампанию 1741 года в июле использовался для обучения экипажа на Кронштадтском рейде, затем ушёл на Южный фарватер, где находился до 10 (21) ноября для защиты Кронштадта со стороны моря. 23 июня (4 июля) 1742 года вышел из Кронштадта и, примкнув к эскадре вице-адмирала З. Д. Мишукова, находившейся у Лавенсари, до 10 (21) октября ушёл с ней в Финский залив в крейсерское плавание. Активных боевых действий суда эскадры не вели и на зимовку вернулись в Кронштадт. В кампанию 1743 года с мая по сентябрь в составе эскадры адмирала графа Н. Ф. Головина вновь принимал участие в крейсерском плавании в Финском заливе, в том числе в перестрелках с кораблями шведского флота у Гангута 7 (18) и 8 (19) июня.
С июля по август 1744 года находился составе эскадры кораблей Балтийского флота у Красной горки и использовался для обучения экипажа. 22 июля (2 августа) и 23 июля (3 августа) 1746 года участвовал в показательных учениях, затем до сентября ушёл в практическое плавание в Финский залив до Рогервика. 
С 1749 по 1751 год находился на тимберовке в Кронштадте. С июля по август следующего 1752 года вновь принимал участие в практическом плавании в Финском заливе в составе практической эскадры капитан-командора Г. Кейзера, ходил под брейд-вымпелом капитан-командора. При этом 30 июля (10 августа) принимал участие в салюте по случаю торжественного открытия канала Петра Великого в Кронштадте.
С 1753 по 1756 год также принимал участие в практических плаваниях эскадр кораблей Балтийского флота в Балтийском море, при этом в разные годы корабли эскадр доходили до Готланда и Аландских островов. В 1756 году вновь находился в составе практической эскадры под брейд-вымпелом контр-адмирала Г. Кейзера.
Принимал участие в Семилетней войне 1756—1763 годов. В кампанию 1757 года с апреля по сентябрь входил в состав ревельской эскадры контр-адмирала В. Ф. Люиса. Корабли этой эскадры 29 апреля (10 мая) вышли в крейсерское плавание из Ревеля, с 17 (28) мая по 8 (19) августа осуществляли морскую блокаду Данцига, Мемеля и Пиллау, с 8 (19) августа ходили к берегам Швеции и 4 (15) сентября вернулись в Ревель. С 11 (22) сентября по 28 октября (8 ноября) того же года «Северный Орёл» входил в состав эскадры вице-адмирала А. И. Полянского, находившейся в это время в плавании с целью блокады берегов Пруссии.
В кампанию 1758 года находился во главе эскадры под флагом вице-адмирала А. И. Полянского, которая 8 (19) июня вышла в крейсерское плавание из Ревеля, с 9 (20) июля по 28 августа (9 сентября) принимала участие в блокаде пролива Зунд в составе объединённого русско-шведского флота, подходила к Копенгагену, а 22 сентября (3 октября) вернулась в Ревель. В кампанию следующего 1759 года вновь возглавлял эскадру вице-адмирала А. И. Полянского, находившуюся c 2 (12) мая по 25 сентября (6 октября) в крейсерском плавании у берегов Померании, в районе между городами Кольберг, Карлсхамн и островом Борнгольм, выполнявшемся для морской блокады прусских портов.
В кампанию 1760 года 3 (14) августа в составе эскадры кораблей Балтийского флота ушёл из Ревеля и 15 (26) августа прибыл к Кольбергу, где 17 (28) августа принимал участие в обеспечении высадки десанта русских войск. 10 (21) сентября взял с берега войска и вместе с другими кораблями эскадры вернулся в Ревель. По возвращении был направлен в Кронштадт из-за открывшейся в корпусе течи.
Больше в море не выходил и в 1763 году был разобран в Кронштадте.

## Командиры корабля
Командирами линейного корабля «Северный Орёл» в разное время служили:
- капитан 1-го ранга В. Кензи (1735 год)[комм. 7][14];
- капитан полковничьего ранга Я. С. Барш (1736 год)[15];
- капитан полковничьего ранга Д. Паддон (1741 год)[комм. 8][16];
- капитан полковничьего ранга Т. Стокс (1741 год)[комм. 9][17];
- капитан полковничьего ранга А. В. Дмитриев-Мамонов (1742 год)[18];
- капитан полковничьего ранга Г. Сниткер (1743 год)[19];
- капитан полковничьего ранга М. Бараков (1743 год)[20];
- капитан-лейтенант П. Колударов (1744 год)[21];
- капитан С. Г. Малыгин (1746 год)[22];
- капитан 1-го ранга Я. Фастинг (до 5 (16) августа 1752 года)[23];
- капитан-лейтенант И. Сабуров (с 5 (16) августа 1752 года)[24];
- капитан-лейтенант А. Бенинг (1753 год)[комм. 10][25];
- капитан 3-го ранга М. Жидовинов (1754, 1755 и 1757 годы)[26];
- капитан-лейтенант, а затем капитан 3-го ранга Ф. И. Неклюдов (1756 и 1758 годы)[27];
- капитан 3-го ранга И. М. Селиванов (1759 год)[28];
- капитан 2-го ранга И. Голенищев-Кутузов (1760 год)[29].

### Комментарии
1. ↑  Также в серию входили два корабля «Ревель» 1735 и 1756 годов постройки, два корабля «Ингерманланд» 1735 и 1752 годов постройки, два корабля «Святой Пётр» 1741 (до 6 (17) декабря 1741 года назвался «Иоанн») и 1760 годов постройки, два корабля «Полтава» 1743 и 1754 годов постройки, два корабля «Святой Александр Невский» 1749 и 1762 годов постройки, два корабля «Москва» 1750 и 1760 годов постройки, корабль «Северный Орёл» 1763 года постройки, корабли «Слава России» (головной корабль серии), «Основание Благополучия», «Леферм», «Счастие» (до 6 (17) декабря 1741 года назвался «Генералиссимус Российский»), «Благополучие» (до 6 (17) декабря 1741 года назвался «Правительница Российская»), «Екатерина», «Фридемакер», «Лесное», «Архангел Рафаил», «Святая великомученица Варвара», «Святой Сергий», «Святой Иоанн Златоуст» (В 1751 году был переименован в «Святой Иоанн Златоуст второй» в связи с постройкой одноимённого 80-пушечного корабля), «Архангел Гавриил», «Архангел Уриил», «Наталия», «Астрахань», «Рафаил», «Святой Иаков», «Не тронь меня», «Евстафий Плакида», «Святой Иануарий», «Саратов», «Тверь», «Трёх Иерархов», «Трёх святителей», «Европа», «Всеволод», «Ростислав», «Святой Георгий Победоносец», «Граф Орлов», «Память Евстафия», «Победа», «Виктор», «Вячеслав», «Дмитрий Донской», «Мироносиц», «Святой князь Владимир», «Александр Невский», «Борис и Глеб», «Преслава», «Дерись», «Ингерманландия», «Спиридон» и один корабль без названия 1758 года постройки.
2. ↑  155 футов 6 дюймов.
3. ↑  41 фут 6 дюймов.
4. ↑  18 футов.
5. ↑  Англичанин на русской службе, настоящее имя Luwis, в русской транслитерации также использовалось имя Лювес.
6. ↑  Блокада осуществлялась с целью недопущения английского флота в Балтийское море.
7. ↑  Англичанин на русской службе, в русской транслитерации также использовался вариант написания фамилии Кинези.
8. ↑  Англичанин на русской службе, сын шаутбенахта Джорджа Паддона, в российских документах также именовался Георгем Георгиевичем.
9. ↑  Настоящее имя Thom Stokes, в русской транслитерации также использовалось имя Штокс.
10. ↑  Англичанин на русской службе.